# Deinbollia pinnata
Deinbollia pinnata är en kinesträdsväxtart som först beskrevs av Jean Louis Marie Poiret, och fick sitt nu gällande namn av Schumach. & Thonn.. Deinbollia pinnata ingår i släktet Deinbollia och familjen kinesträdsväxter. Inga underarter finns listade i Catalogue of Life.